# ديورخاني

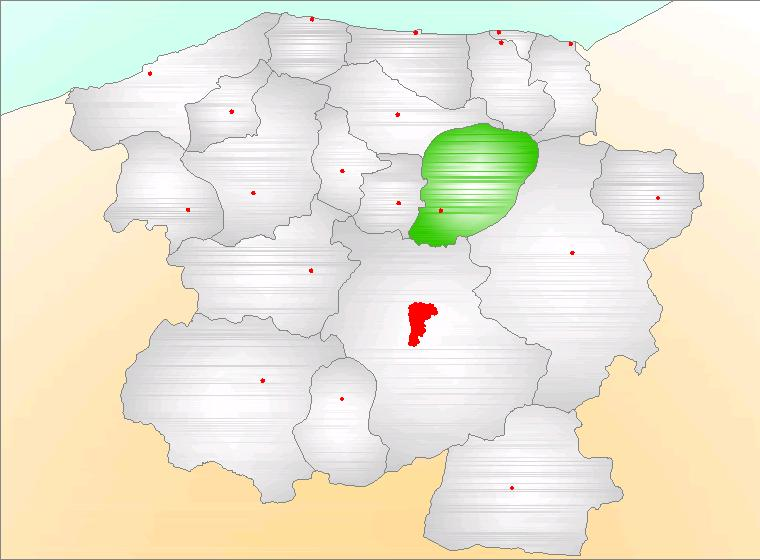
مدينة ديورخاني بمحافظة قسطموني

ديورخاني هي مدينة تابعة لمحافظة قسطموني في منطقة البحر الأسود، تركيا. يبلغ عدد سكانها 15855 نسمة حسب تعداد عام 2000. تبلغ مساحتها 599 كيلومتر مربع (231 ميل2).